# Sylvia Kesper-Biermann
Sylvia Kesper-Biermann (* 16. November 1967 in Siegen) ist eine deutsche Historikerin.

## Leben
Von 1987 bis 1993 absolvierte Kesper-Biermann ein Studium der Mittleren und Neueren Geschichte sowie Didaktik der Geschichte/Fachjournalismus an den Universitäten Siegen, Gießen und Bristol. Danach war sie bis 1998 wissenschaftliche Mitarbeiterin und Stipendiatin des DFG-Graduiertenkollegs „Mittelalterliche und neuzeitliche Staatlichkeit 10.–19. Jahrhunderts“ an der Universität Gießen. Nach der Promotion 1998 bei Helmut Berding arbeitete sie als wissenschaftliche Mitarbeiterin in den DFG-Schwerpunktprogrammen „Ideen als gesellschaftliche Gestaltungskraft im Europa der Neuzeit“ und „Das Konstrukt Bevölkerung vor, während und nach dem Dritten Reich“ an der Universität Bayreuth. 2007 habilitierte sie sich dort unter der Betreuung von Diethelm Klippel. Danach war sie Forschungsreferentin und anschließend wissenschaftliche Koordinatorin des DFG-Graduiertenkollegs „Automatismen – Strukturentstehung außerhalb geplanter Prozesse in Informationstechnik, Medien und Kultur“ an der Universität Paderborn. Von 2011 bis 2016 nahm sie Lehrstuhlvertretungen an der Justus-Liebig-Universität Gießen, der Ludwig-Maximilians-Universität München und der Universität zu Köln wahr.
Seit 2016 ist sie Professorin für Historische Bildungsforschung an der Universität Hamburg.
Kesper-Biermanns Forschungsschwerpunkte sind die Historische Bildungsforschung, transnationale Bildungsräume, Schulgeschichte, Comics und Geschichte, Comics als Bildungsmedien, Geschichte von Folter und Menschenrechten, Emotionsgeschichte, Strafrechts- und Kriminalitätsgeschichte sowie die Geschichte von Bevölkerungswissenschaften und Bevölkerungspolitik.

## Publikationen (Auswahl)

### Monografien
- Einheit und Recht. Strafgesetzgebung und Kriminalrechtsexperten in Deutschland vom Beginn des 19. Jahrhunderts bis zum Reichsstrafgesetzbuch von 1871, Frankfurt a. M.: Vittorio Klostermann 2009 (= Studien zur europäischen Rechtsgeschichte, 245), ISBN 978-3-465-04078-1.
- Staat und Schule in Kurhessen 1813–1866, Göttingen: Vandenhoeck & Ruprecht 2001 (= Kritische Studien zur Geschichtswissenschaft, 144), ISBN 3-525-35950-0.

### Herausgeberschaft
- Transnational Education (TNE). Teaching and Learning across Borders, Themenheft der Transnational Social Review. A Social Work Journal 8 (2018), Heft 2 (mit Maggi Leung, Vanaja Nethi u. Thusinta Somalingam).
- Between Passion and Senses? Perspectives on Emotions and Law, Themenheft von Interdisciplines. Journal of History and Sociology 6 (2015), Heft 2 (mit Dagmar Ellerbrock).
- Verflochtene Vergangenheiten. Geschichtscomics in Europa, Asien und Amerika, Themenheft von Comparativ. Zeitschrift für Globalgeschichte und vergleichende Gesellschaftsforschung 24 (2014), Heft 3 (mit Bettina Severin-Barboutie).
- Bevölkerung in Wissenschaft und Politik des 19. und 20. Jahrhunderts, München 2012 (mit Esteban Mauerer und Diethelm Klippel).
- Ehre und Recht. Ehrkonzepte, Ehrverletzungen und Ehrverteidigungen vom späten Mittelalter bis zur Moderne, Magdeburg 2011 (mit Alexandra Ortmann und Ulrike Ludwig).
- Regionen in der deutschen Staatenwelt. Bildungsräume und Transferprozesse im 19. Jahrhundert, Bad Heilbrunn 2011 (mit Eckhardt Fuchs und Christian Ritzi).
- Experten und Expertenwissen in der Strafjustiz von der Frühen Neuzeit bis zur Moderne, Leipzig 2008 (mit Alexander Kästner).
- Kriminalität in Mittelalter und Früher Neuzeit. Soziale, rechtliche, philosophische und literarische Aspekte, Wiesbaden 2007 (= Wolfenbütteler Forschungen, 114) (mit Diethelm Klippel).
- Die Internationalisierung von Strafrechtswissenschaft und Kriminalpolitik (1870–1930). Deutschland im Vergleich. Fachtagung am Centre Marc Bloch, Deutsch-Französisches Forschungszentrum für Sozialwissenschaften in Berlin am 17. und 18. Februar 2005, Berlin 2007 (= Juristische Zeitgeschichte, Abt. 2: Forum juristische Zeitgeschichte, 16) (mit Petra Overath).